# 埼玉県衛生研究所

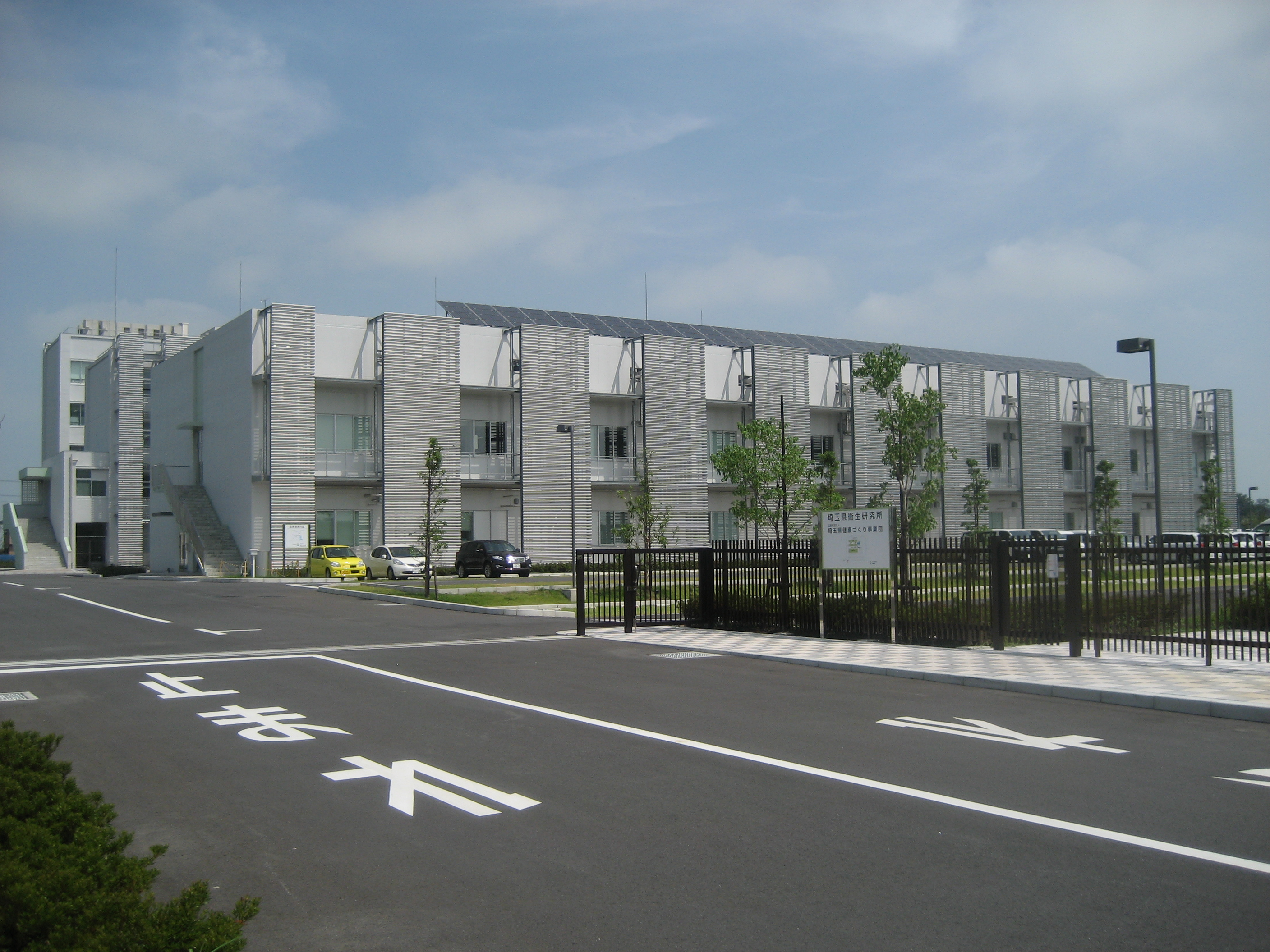
埼玉県衛生研究所

埼玉県衛生研究所（さいたまけんえいせいけんきゅうじょ）は、埼玉県吉見町江和井にある地方衛生研究所である。

## 概要
埼玉県の衛生行政の科学的、技術的中核として、公衆衛生の向上を図るため、調査研究、試験検査、研修指導及び公衆衛生情報の解析・提供を行っている。浦和市（現さいたま市桜区）の埼玉県公害センター庁舎内にあったが、2000年に公害センターが埼玉県環境科学国際センターに生まれ変わり移転したため、2014年までその庁舎は衛生研究所単独で使用していた。老朽化や近接するさいたま市の健康科学センター（中央区）が同様の機能を保有していることから、2014年に地理的に県中央部にあった旧埼玉県立吉見高等学校の校舎を改修し移転した。また深谷支所を統合し支所は無くなった。

## 組織
- 総務担当
- 企画・産学連携担当
- 地域保健・支援担当
- 精度管理担当
- 感染症疫学情報担当
- 臨床微生物担当
- ウイルス担当
- 食品微生物担当
- 生体影響担当
- 薬品担当
- 水・食品担当

## 歴史
- 1950年（昭和25年）10月 - 大宮市浅間町に食品衛生試験所を新設し、食品、環境、衛生獣医などに関する試験検査業務を開始した[1]。庁舎はプレハブであった。
- 1953年（昭和28年）2月 - 大宮市吉敷町1丁目124番地に庁舎を新設、細菌検査所と食品衛生試験所の業務を合併し、埼玉県衛生研究所が設立[1]。試験・検査・研究業務を行うことになった。
- 1957年（昭和32年）11月 - 放射能研究室を新設[1]。
- 1962年（昭和37年）6月 - 県議会において、公害発生施設等の届出、知事の措置命令権等を内容とする「埼玉県公害防止条例」が制定。
- 1962年（昭和37年）9月 - ウイルス研究室を新設[1]。
- 1963年（昭和38年）3月 - 「埼玉県公害防止審議会」を設置。
- 1964年（昭和39年）4月 - 衛生部環境衛生課に公害係が新設され、公害問題を専門的に処理する体制が整えられた。
- 1968年（昭和43年）4月 - 公害問題はますます深刻化してきたため、衛生部環境衛生課の公害係が発展的に解消され、同部に公害対策室が新設された。
- 1968年（昭和43年）11月 - 県民生活部を設置、衛生部の所管であった公害行政が移管され、公害課が設けられた。同時に、公害問題の研究体制を整備するため、衛生研究所に公害研究部（第一奉斗・第二科）が設置され、埼玉県公害センターの前身が誕生した。
- 1970年（昭和45年）10月 - 衛生研究所の公害研究部を発展的に解消し、新たに公害センターを設置[1]、庶務課及び研究部（第一科：水質関係・第二科：大気関係）、職員数13人の体制で大宮市吉敷町の衛生研究所構内で業務を開始した。
- 1971年（昭和46年）6月23日 - 多様化する公害問題に対処するため、浦和市大字上大久保に公害センターの新庁舎を着工。同庁舎内に衛生研究所も同居することが決まる。
- 1972年（昭和47年）3月25日 - 鉄筋4階建て・延床面積5,386平方メートルの公害センターの庁舎が完成し、研究職員の増強、各種分析機器等の充実整備が行われた。また、設備や情報を相互効果的に利用できるよう、埼玉県衛生研究所との合同庁舎とされた。共用して使用する部屋も多かった（図書室・会議室など）。これまでは衛生研究所内に公害センターがあったが、これにより公害センター庁舎内に衛生研究所がある状態となった。
- 1973年（昭和48年）7月 - 食品衛生部（2科）を設置し、化学部を2科とし、6部12科制とした[1]。
- 1974年（昭和49年）5月 - 衛生研究所敷地内に動物舎を新設[1]。
- 1977年（昭和52年）4月 - 環境衛生部に廃棄物科を設置し、6部13科制とした[1]。
- 1979年（昭和54年）3月 - 検査棟（放射能研究室）を新設[1]。昭和57年4月組織改正により環境衛生部衛生工学科、廃棄物科を公害センターに移管し、6部11科制とした。
- 1985年（昭和60年）4月 - 組織改正により、感染症科を疫学部から病理細菌部へ、ウイルス科を病理細菌部から疫学部へ移管した[1]。
- 1991年（平成3年）4月 - 高度安全検査棟（研究棟）を新設[1]。
- 1998年（平成10年）1月 - 埼玉県環境科学国際センターが着工される。
- 1999年（平成11年）7月 - 埼玉県環境科学国際センターの建物が竣工。
- 2000年（平成12年）4月 - 旧騎西町に埼玉県環境科学国際センターが開所。埼玉県公害センターの全機能が移転。また、組織改正により、部制から担当制へ移行した。
- 2001年（平成13年）4月 - 組織改正により、5保健所及び市場衛生検査センターの検査機能を衛生研究所に一元化し、本所9担当と春日部及び深谷の2支所制とした[1]。
- 2002年（平成14年）4月 - 組織改正により、疫学・地域保健担当を廃止し、感染症疫学情報担当及び地域保健担当を新設し、10担当2支所とした[1]。
- 2004年（平成16年）4月 - 埼玉県感染症情報センターが移管された[1]。
- 2006年（平成18年）3月 - 春日部支所を廃止[1]。
- 2014年（平成26年）4月1日 - 老朽化などにより吉見町の廃校した吉見高等学校の校舎を改修し、移転。移転を機に最新鋭の機器を整備し、微生物検査や化学検査の精度の向上を図った。また移転により近接した深谷支所を統合。
- 2016年（平成28年）3月 - 桜区に所在した衛生研究所旧庁舎を解体。

## 所在地
- 埼玉県比企郡吉見町江和井410番地1

## アクセス
埼玉県道33号東松山桶川線沿い。
公共交通機関は近隣には乗り入れていない。